# Ikke-destruktiv prøvning
ikke-destruktiv prøvning (NDT,  står for Non-Destructive Testing) betegner en række prøvningsmetoder for at påvise materialefejl, uden at reducere prøvningsobjektets funktionsevne eller fysiske egenskaber.
Denne prøvning kan udføres såvel i laboratorier som i værkstedmiljøer eller i fri luft – i visse tilfælde også mens det aktuelle objekt er i brug.
Ikke destruktiv prøvning benytter en række videnskaber og teknologier, ofte i kombinationer, eksempelvis materialteknik, fysik, kemi, elektronik og mekanik.